# Couronne galactique
Les termes couronne galactique et couronne gazeuse sont utilisés depuis la première décennie du XXIe siècle pour décrire une composante du halo galactique de la Voie lactée constituée de gaz chaud ionisé. Ces termes peuvent également s'appliquer à un corps similaire constitué de gaz très ténu et très chaud dans le halo de n'importe quelle galaxie spirale.
Ce gaz coronal peut provenir d'une fontaine galactique, dans laquelle des superbulles de gaz ionisé provenant de rémanents de supernovae se dilatent au travers de cheminées galactiques jusque dans le halo. Lors de son refroidissement, le gaz se rétracte vers le disque galactique sous l'effet de la force de gravitation.